# Crysis 2
Crysis 2 – gra komputerowa z gatunku sci-fi first person shooterów stworzona przez niemieckie studio Crytek i opublikowana przez Electronic Arts. Została wydana na platformy Microsoft Windows, PlayStation 3 i Xbox 360 w marcu 2011. Gra jest sequelem Crysis i Crysis Warhead.
Scenariusz gry został napisany przez Richarda Morgana. Jest to pierwsza gra oparta na silniku CryEngine 3. Gra została wydana w pełnej polskiej wersji językowej.
W wyniku zamknięcia serwerów GameSpy Arcade od 31 maja 2014 roku rozgrywka wieloosobowa na komputerach osobistych jest niemożliwa.

## Fabuła
Akcja gry toczy się trzy lata po zakończeniu pierwszej części. Na Manhattanie zaczął się rozwijać tajemniczy wirus, najprawdopodobniej pochodzenia pozaziemskiego. W mieście wybucha panika. Sprawę miała rozwiązać korporacja CryNet. Mimo prób i testów nie udało się stworzyć skutecznego antidotum, więc jedynym wyjściem była eksterminacja zarażonych. W mieście panuje stan wojenny, pojawili się tam również obcy. Gracz wciela się w postać Alcatraza – marine, który wraz z resztą oddziału miał za cel ochronę i ratunek Nathana Goulda, dawnego naukowca w firmie Hargreave Rasch Corp. Posiadał on sporą wiedzę na temat tego, co dzieje się w Nowym Jorku. Jednak nie wszystko poszło tak, jak powinno. W wyniku ataku obcych ciężko ranny bohater otrzymuje Nanokombinezon 2.0 od Proroka – jednego z bohaterów pierwszej części, który w tajemniczych okolicznościach pojawił się w Nowym Jorku. Okazuje się, że Prorok został zarażony wirusem, w związku z czym nakazano jego likwidację. Poruszając się po mieście gracz walczy z oddziałami zbrojnego ramienia CryNetu – C.E.L.L, którzy myślą, że w kombinezonie znajduje się Prorok. W późniejszych fazach gry gracz mierzy się z obcymi, otrzymuje także wsparcie oddziałów United States Marine Corps.
Kontynuacją historii ukazanej w grze są wydarzenia przedstawione w części trzeciej pt. Crysis 3, wydanej 19 lutego 2013 roku. Akcja również toczy się w zniszczonym Nowym Jorku, 24 lata później. Gracz wciela się już tym razem w Proroka, bohatera znanego z poprzednich części. Wykorzystanie tej postaci ma bezpośredni związek z finałową akcją części drugiej. Prorok wciąż dysponuje Nanokombinezonem, ale zmodyfikowanym obcą technologią, która pozwala mu skuteczniej walczyć z siłami pozaziemskiej rasy Ceph.

## Polska wersja językowa
Wystąpili:
- Piotr Machalica – Pułkownik Sherman Barclay
- Michał Milowicz – komandor C.E.L.L Lockhart
- Przemysław Sadowski – Nathan Gould
- Andrzej Chudy – Laurence Barnes „Prorok"
- Bartosz Waglewski – DJ Radia „Wolny Manhattan"
- Krzysztof Stelmaszyk – Jacob Hargreave
- Agnieszka Matysiak – Tara Strickland
- Miłogost Reczek – Żołnierz C.E.L.L. rozmawiający przez radio

oraz Jacek Bończyk, Tomasz Steciuk, Wojciech Paszkowski, Grzegorz Pawlak.